# 拉森号驱逐舰
拉森号驱逐舰（USS Lassen (DDG-82)是美国海军阿利·伯克级驱逐舰的第三十二艘，以海军中校克莱德·埃弗里特·拉森（Clyde Everett Lassen）命名。2005年8月起該艦母港為日本橫須賀海軍設施，2016年1月移駐佛羅里達州梅波特海軍基地。

## 歷史
拉森号於1998年8月24日在密西西比州帕斯卡古拉的英戈爾斯造船廠開始建造與安放龍骨，1999年10月16日下水，2001年4月21日在佛羅里達州坦帕服役。
2013年起，拉森號常駛入南海海域巡邏。2015年10月27日首次駛入中華人民共和國宣稱所控制的渚碧礁及美濟礁12浬內海域。但根據國際法，人造礁不可稱為國家領土。
2022年3月18日國際適逢烏俄戰爭白熱化時期，美國總統喬·拜登與中共中央總書記兼中國國家主席習近平進行通話，但解放軍海軍「山東號」航空母艦卻穿越台灣海峽向北航行，美國海軍派出拉森號驅逐艦跟在山東號後方全程監控，所幸無引發任何狀況。